# 古傑維切韋
46°59′27″N 30°40′17″E / 46.99083°N 30.67139°E
胡德維切韋（烏克蘭語：Гудевичеве）是位於烏克蘭西南部的村莊，由敖德萨州贝雷济夫卡区的科諾普利亞內市鎮負責管轄。該村面積3.93平方公里，海拔高度35米，2001年人口517，人口密度每平方公里131.72人。